# Bernard Sachs
Bernard Sachs (2. ledna 1858, Baltimore, Maryland – 8. února 1944) byl americký neurolog židovského původu. Po dostudování bakalářského oboru na Harvard University v roce 1878 odcestoval do Evropy, kde studoval pod některými z nejvýznačnějších lékařů té doby, jako byli Adolf Kussmaul (1822-1902), Friedrich Daniel von Recklinghausen (1833-1910), Friedrich Goltz (1834-1902), Rudolf Virchow (1821-1902), Karl Friedrich Otto Westphal (1833-1890), Theodor Meynert (1833-1892), Jean-Martin Charcot (1825-1893) a John Hughlings Jackson (1835-1911). Později, v roce 1885, Sachs přeložil do angličtiny Meynertovu klasickou monografii Psychiatrie.
Po návratu do Spojených států si otevřel soukromou praxi v New Yorku a stal se jedním z předních amerických klinických neurologů. Byl instruktorem v nemocnici New York Polyclinic Hospital a konzultantem v nemocnicích Mount Sinai Hospital a Manhattan State Hospital. Kromě toho byl vydavatelem odborného periodika Journal of Nervous and Mental Disease (1886-1911) a prezidentem Americké neurologické asociace (1894 a 1932).
Po Sachsovi a anglickém oftalmologovi Warrenu Tayovi je pojmenován stav známý jako Tay-Sachsova choroba. Tay jako první roku 1881 popsal červenou skvrnu na sítnici, zatímco Sachs popsal buněčné změny provázející onemocnění a v roce 1887 zaznamenal, že se nemoc ve zvýšeném míře vyskytuje u aškenázských Židů z východní Evropy.
Vydal řadu knih, včetně Nervous and Mental Disorders from Birth through Adolescence určenou pro odbornou veřejnost. V roce 1926 vydal The Normal Child, populární knihu o rodičovství určenou široké veřejnosti. V druhé zmíněné knize obhajuje přístup zdravého rozumu k rodičovství a odmítá psychologické teorie, zejména pak Freudovskou psychologii.
Jeho portrét, který namaloval v zimě na přelomu let 1914 a 1915 americký umělec švýcarského původu Adolfo Müller-Ury (1862-1947), je v současnosti nezvěstný.